# Сражение при Эштремоше
Сражение при Эштремоше или сражение при Амейшиале (порт. Batalha do Ameixial) произошло 8 июня 1663 года во время Войны за независимость Португалии. Португальская армия под командованием графа де Вильена и графа Шомберга разбила испанскую армию дона Хуана Австрийского Младшего в 10 км западнее города Эштремоша.
Весной 1663 года испанцы предприняли самое успешное нападение на Португалию с начала затянувшейся войны. Под командованием Хуана Австрийского Младшего (завоевателя Каталонии и Неаполитанского королевства и победителя французов в Италии), сына Филиппа IV, была захвачена большая часть южной Португалии. Важный город Эвора был взят 22 мая, открыв возможность наступления на столицу Португалии Лиссабон, расположенный в 135 километрах к западу.
Но нехватка боеприпасов, продовольствия и денег парализовала испанскую армию. За это время португальцы собрали 17-тысячную армию во главе с Санчо Мануэлом де Вильена, которому помогал Фредерик-Арман де Шомберг, и выступили против испанцев. Португальская армия была усилена тремя полками (1 кавалерийский и 2 пехотных) численностью около 3000 человек, прибывших из Англии, а также небольшим количеством наемников из Франции. 

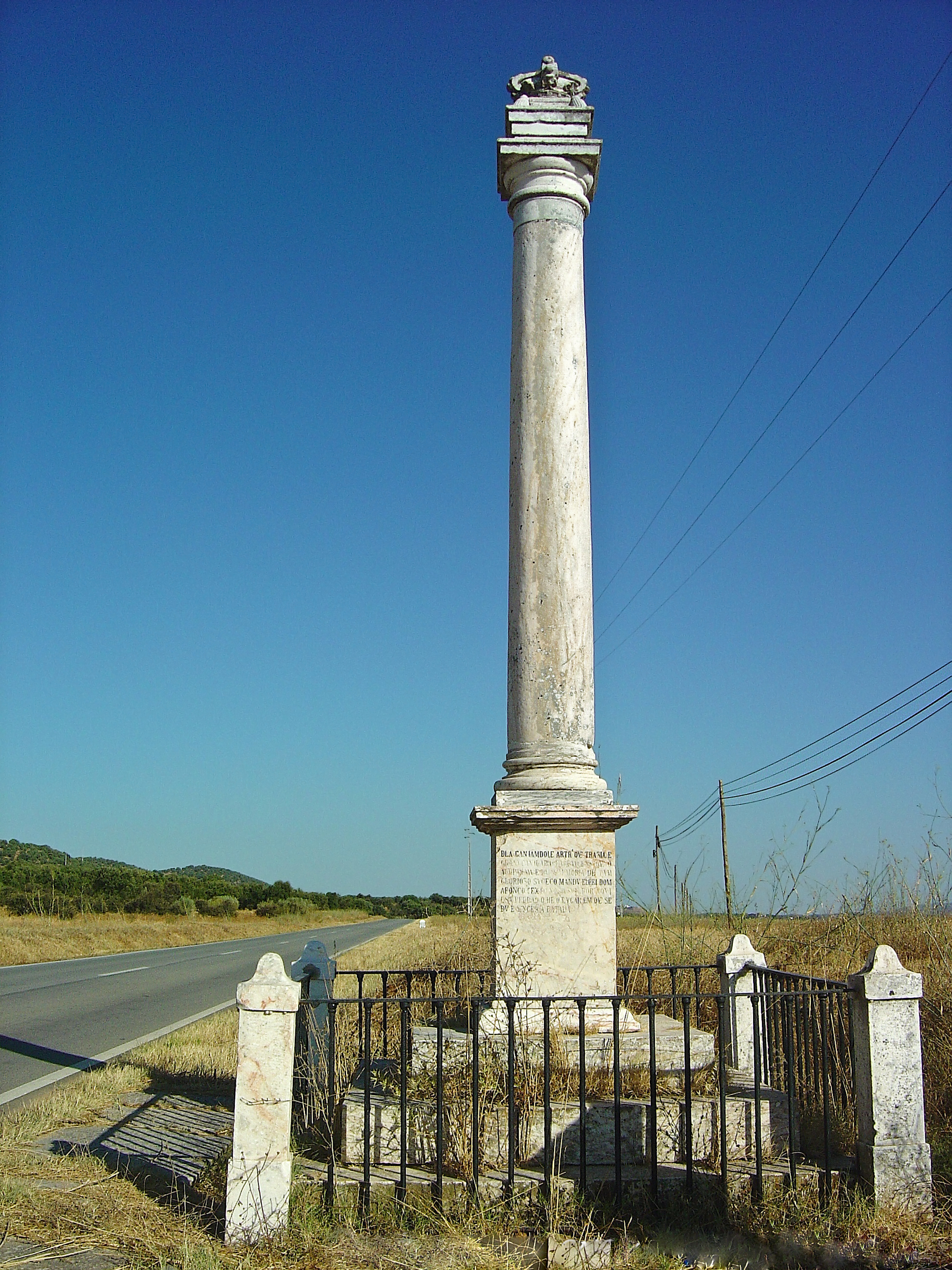
Памятник на месте сражения.

Испанский командующий, узнав о приближении португальских войск, решил отступить на стратегическую позицию к северо-востоку от Эворы, оставив в крепости гарнизон численностью 3700 человек и неосмотрительно уведя с собой четыре тысячи португальских пленных, и стал дождаться подхода противника. В течение двух дней португальская армия следовала за отступающими испанцами. Португальцы решили атаковать испанцев на узком участке в горах. Сражение началось рано утром 8 июня. 
Испанская пехота застряла в узкой долине из-за 3000 повозок, нагруженных множеством трофеев и ценностей, украденных в Португалии, что сделало её легкой мишенью, когда португальцы своей пехотой вначале захватили к 11 часам дня холмы, возвышавшиеся над долиной, а затем кавалерийской атакой опрокинули терции противника. На заключительном этапе сражения испанские солдаты подвергались перекрестному огню: с одной стороны, победившей португальской армии, а с другой — 4000 португальских пленных, поднявших восстание, забравших оружие убитых и раненых и атаковавших испанцев с тыла.
Потери испанцев были очень велики, вся их артиллерия и обоз были захвачены, и армия была вынуждена отступить к Бадахосу в Эстремадуре. Когда 24 июня 1663 года испанский гарнизон Эворы численностью 3700 человек капитулировал, вся экспедиция потерпела полную неудачу. Независимость Королевства Португалия была сохранена, а военная карьера Хуана Австрийского подошла к концу.